# Alfred Molina
Alfred Molina (Paddington, Londres, 24 de maig de 1953) és un actor anglès.

## Síntesi biogràfica
Alfred Molina, nascut a Anglaterra, és fill d'un comunista espanyol, Esteban, que treballava com a cambrer i xofer, i de Giovanna (de soltera Bonelli), era una cuinera i mestressa de casa d'origen italià que es va traslladar a Gran Bretanya després de la Segona Guerra Mundial, i que netejava habitacions en un hotel. Va créixer en un barri de Notting Hill, i va decidir de ser actor després de veure Espàrtac amb nou anys, per això va assistir a l'escola Guildhall of Music and Drama.
Va debutar a la pel·lícula A la recerca de l'arca perduda, però començà a destacar a Letter to Brezhnev el 1985, i més tard, el 1987, a Prick Up Your Ears, on interpretava el paper de Kenneth Halliwell. Molina també interpretà el muralista mexicà Diego Rivera a Frida.
D'altres papers destacats són Species, espècie mortal, Boogie Nights, Dudley Do-Right, Magnolia i Chocolat. Entre les interpretacions que l'han fet popular destaquen les del vilà Doctor Octopus a Spider-Man 2 i el bisbe Manuel Aringarosa a El codi Da Vinci.

## Anys de joventut
Molina va créixer en un districte de classe treballadora a Notting Hill que va ser habitat per moltes altres famílies d'immigrants. Va decidir convertir-se en actor després de veure Spartacus a l'edat de nou anys, i va assistir a la Guildhall School of Music and Drama, a més d'escoltar i convertir-se en membre del "National Youth Theatre". Als 21 anys, va canviar el seu nom pel d'Alfred, a instàncies del seu primer agent.

## Carrera
Treball primerenc

Molina va aparèixer amb Leonard Rossiter a la comèdia The Losers (1978). Va debutar al cinema amb un paper menor al costat d'Harrison Ford a la pel·lícula d'aventures de Steven Spielberg Raiders of the Lost Ark (A la recerca de l'arca perduda) (1981) com a guia desafortunat d'Indiana Jones, Satipo, durant la seva icònica seqüència d'obertura. Molina va declarar en una entrevista el 2013 que deu la seva carrera teatral i cinematogràfica a la sèrie d'Indiana Jones. "Estic molt, molt orgullós d'això, he d'admetre que no vaig pensar en aquell moment:" Oh, això passarà a la història del cinema". No havia estat mai davant d'una càmera", va dir Molina sobre la seva curta però memorable aparició a Raiders of the Lost Ark. Va recordar haver rebut la feina com un "regal de Déu" i va dir: "He agraït públicament a Steven. moltes, moltes vegades. Aquella feina em va salvar la cansalada, en més d'una manera". Sobre la seva frase, ara famosa a la pel·lícula, Molina va afirmar que "mai no he tingut cap problema amb la gent que se'm va apropar. Em cridaran aquesta frase: 'Llença'm l'ídol, et llençaré. el fuet!' Estic encantat que la gent encara ho recordi."
No obstant això, la seva gran oportunitat va arribar amb Letter to Brezhnev (Des de Liverpool amb amor) (1985), que va seguir amb un paper protagonista a Prick Up Your Ears (Obre't d'orelles) (1987), interpretant l'amant de Joe Orton (i eventual assassí) Kenneth Halliwell. Originalment va ser elegida com Arnold Rimmer a la sèrie de televisió Red Dwarf (El nan roig), però va ser substituït per Chris Barrie.

## Dècada de 1990
A principis de la dècada de 1990, Molina va ser una presència omnipresent a la televisió britànica, amb el seu paper més destacat sent el protagonista de les dues primeres sèries dEl C.I.D.. Va aparèixer a les pel·lícules aclamades per la crítica com el drama de vestuari Enchanted April (1992) de Mike Newell. La comèdia occidental Maverick (1994) de Richard Donner i Dead Man (1995) de Jim Jarmusch. Els papers cinematogràfics posteriors inclouen el drama Not Without My Daughter (1991), la pel·lícula de terror de ciència-ficció Species (1995), l'àmplia comèdia Dudley Do-Right (1999). Amb un accent americà del mig oest, Molina va protagonitzar al costat de Betty White a la sèrie de televisió nord-americana Ladies Man, que es va publicar entre 1999 i 2001. El 1993 va aparèixer a l'adaptació de la minisèrie de la BBC d'A Year in Provence, interpretant el molest Tony, juntament amb John Thaw i Lindsay Duncan. El 1995, Molina va protagonitzar amb Marisa Tomei a The Perez Family, interpretant a refugiats cubans que pretenen estar casats perquè puguin quedar-se més fàcilment a Amèrica. Marjorie Baumgarten va elogiar Molina perquè va aconseguir "la mescla adequada d'honor suau i estupefacte desconcertat" per retratar el seu personatge, tot i que Peter Rainer de Los Angeles Times va dir que Molina "estava tan intensament xop que és com un gran núvol fosc arrufant". Molina ha treballat dues vegades amb Paul Thomas Anderson, primer a Boogie Nights (1997) i després a Magnolia (1999).

## Anys 2000
L'any 2000, Molina va aparèixer a Chocolat de Lasse Hallström, que va rebre elogis de la crítica i una nominació a l'Oscar a la millor pel·lícula. Va obtenir un gran reconeixement per la seva interpretació de Diego Rivera al costat de Salma Hayek al "biopic" Frida (2002), un paper pel qual va obtenir nominacions als premis BAFTA i SAG. Va interpretar ell mateix al costat de Steve Coogan a Jarmusch's Coffee and Cigarettes (2003) i va obtenir més reconeixement comercial quan va interpretar Johann Tetzel a Luther (2003) i Otto Octavius / Doctor Octopus a Spider-Man 2 (2004), que es va convertir en una de les pel·lícules més taquilleras d'aquell any. Per aquest últim, Molina va ser nominat a un "Satellite Award" com a millor actor secundari. Va repetir el seu paper en l'adaptació del videojoc. El 2006, Molina va interpretar Touchstone a la versió cinematogràfica de Kenneth Branagh de As You Like It de Shakespeare i va aparèixer a l'adaptació de Ron Howard dEl codi Da Vinci. Molina va proporcionar la veu del villà Ares a la pel·lícula d'animació de 2009 Wonder Woman.
El treball escènic de Molina ha inclòs dues produccions importants del "Royal National Theatre", The Night of the Iguana de Tennessee Williams (com a Shannon) i Speed-the-Plough de David Mamet (com a Fox). En el seu debut a Broadway, Molina va actuar a l'obra de Yasmina Reza, guanyadora del premi Tony, Art, per la qual va rebre una nominació al Tony el 1998. El 2004, Molina va tornar als escenaris, interpretant Tevye a la producció de Broadway Fiddler on the Roof. Per la seva actuació va tornar a rebre una nominació al premi Tony, aquesta vegada al millor actor en un musical. Va rebre la seva tercera nominació al premi Tony per Red el 2010, a la millor interpretació d'un actor principal en una obra de teatre.
El 2007, Molina va narrar un audiollibre original de 17 parts per a Audible.com, anomenat The Chopin Manuscript. Aquesta novel·la serialitzada va ser escrita per un equip de 15 escriptors de thriller més venuts, entre els quals Jeffery Deaver, Lee Child, Joseph Finder i Lisa Scottoline. La novel·la va guanyar el premi "Audiobook of the Year 2008" de l'Associació d'editors d'àudio.

## Anys 2010
L'1 d'abril de 2010, Molina es va estrenar al John Golden Theatre de Broadway en el paper de l'artista Mark Rothko en el drama de John Logan Red al costat d'Eddie Redmayne per a un compromís limitat fins al 27 de juny. Havia interpretat el paper amb gran èxit de crítica al magatzem Donmar de Londres el desembre de 2009 i va tornar a revisar aquest paper al "Wyndham's Theatre" del West End el 2018.
El 2010, Molina va protagonitzar al costat de Dawn French a la comèdia de sis parts de la BBC Roger & Val Have Just Got In, amb una segona sèrie el 2012.
Molina té tres minifigures de Lego inspirades en ell, és a dir, Doctor Octopus de Spider-Man 2, Satipo de Raiders of the Lost Ark i Sheik Amar de Prince of Persia.
El juliol de 2010, es va anunciar que Molina s'havia unit al repartiment de Law & Order: LA com a fiscal adjunt de districte Morales. Anteriorment, va protagonitzar un crossover de dues parts el 2005 en altres dos programes de la franquícia Law & Order, Law & Order: Special Victims Unit i Law & Order: Trial by Jury.
Molina és mecenes del grup d'arts escèniques "Theatretrain". També és membre de la companyia de teatre de Los Angeles "The New American Theatre", abans coneguda com "Circus Theatricals", on sovint ensenya Shakespeare i Scene Study juntament amb el director artístic de la companyia Jack Stehlin.
El 2017 va interpretar al director de cinema Robert Aldrich a la sèrie limitada FX de Ryan Murphy Feud: Bette & Joan. La sèrie va girar al voltant del rodatge de What Ever Happened to Baby Jane? el 1962 i la relació entre les actrius Bette Davis i Joan Crawford interpretades per Susan Sarandon i Jessica Lange respectivament. Molina va rebre elogis de la crítica per la pel·lícula, així com l'atenció dels premis, va rebre nominacions als "Primetime Emmy Awards" i als "Golden Globe Awards" per la seva actuació.

## Anys 2020
El 2020, Molina va aparèixer al drama de David Oyelowo The Water Man i al thriller de comèdia negra d'Emerald Fennell Promising Young Woman. El 8 de desembre de 2020 es va anunciar que tornaria com a Doctor Octopus per a Spider-Man: No Way Home en el Marvel Cinematic Universe, que s'estrenaria el 17 de desembre de 2021. Més tard, Molina va confirmar que en realitat repetiria el seu paper com l'encarnació del Doctor Octopus de Spider-Man 2 a No Way Home, recuperant l'aparent mort del seu personatge al final de la pel·lícula anterior. L'any 2004, va ser digitalment reduït a l'edat.

## Vida personal
Molina es va casar amb l'actriu Jill Gascoine a Tower Hamlets, Londres. Van estar casats des de 1986 fins a la mort de Jill el 28 d'abril de 2020 a Los Angeles per la malaltia d'Alzheimer.
Molina resideix a Los Angeles, Califòrnia. El 2004, va anunciar que s'havia convertit en ciutadà dels Estats Units. Parla anglès, espanyol i italià amb fluïdesa. El 2017 es va traslladar a La Cañada Flintridge.
A més d'actuar, Molina és un defensor de les persones amb Síndrome d'Immunodeficiència Adquirida (SIDA). Dona per a la investigació de la sida, participa a la caminada de la sida de Los Angeles i va aparèixer com ell mateix en un documental produït per Joseph Kibler (que és VIH+ i paraplègic des del seu naixement, cap a 1989) sobre la vida de Kibler titulat Walk On, primer estrena el 2013.
Molina va avalar el senador Bernie Sanders com a president a les eleccions presidencials dels Estats Units de 2016.
El novembre de 2019, la directora Jennifer Lee va confirmar que tenia una relació amb Molina. Es van casar l'agost de 2021.
Per la seva interpretació de Sayyed Bozorg Mahmoody a Not Without My Daughter, Molina va ser agredit una vegada en el seu camí cap a un assaig per un home que el va confondre amb Mahmoody.

## Filmografia
- A la recerca de l'arca perduda (1981): Satipo.
- Letter to Brezhnev (1985): Sergei.
- Lady Falcó (1985): Cezar.
- Meantime (1986): John.
- Prick Up Your Ears (1987): Kenneth Halliwell.
- Not without my daughter (1991): Moody.
- Un abril màgic (Enchanted April) (1992): Mellersh Wilkins.
- Maverick (1994): Angel.
- The Perez Family (1994): Juan Raúl Perez
- Species, espècie mortal (1995): Dr. Stephan Arden.
- Dead Man (1995): Trading Post Missionary.
- L'assassí del més enllà (Hideaway) (1995): Jonas.
- No lliguis amb desconeguts (Mojave Moon) (1996) (1996)
- Abans i després (Before and After) (1996): Panos Demeris.
- Anna Karènina (1997): Levin.
- Boogie Nights (1997): Rahad Jackson.
- The Man Who Knew Too Little (1997): Boris 'The Butcher' Blavasky.
- The Impostors (1998): Sir Jeremy Burtom.
- Rescuers: Stories of Courage: Two Couples (1998)
- Dudley Do-Right (1999): Snidely K. 'Whip' Whiplash
- Magnolia (1999): Solomon Solomon.
- Chocolat (2000): Comte De Reynaud.
- Plots with a view (2002): Boris.
- Frida (2002): Diego Rivera.
- My Life Without Me (2003): el pare d'Anna.
- Identitat (2003): Dr. Malick
- Coffee and Cigarettes (2003)
- Luter (2003): Johann Tetzel.
- Steamboy (2004)
- Spider-Man 2 (2004): el Doctor Octopus.
- El codi Da Vinci (2006): el bisbe Manuel Aringarosa.
- Home (2006): ell mateix
- Seda (2007)
- The Ten Commandments (2007)
- Nothing Like the Holidays (2008)
- The Pink Panther 2 (2009)
- Un ensenyament (2010)
- The Sorcerer's Apprentice (2010)
- Prince of Persia (2010)
- The Tempest (2010)
- Rango (2011)
- Abduction (2011)
- Innocent (2011)
- Robotech (2012)
- Law & Order: LA (2010 - 2011)
- Little Men (2016)

A més d'aquests treballs podeu trobar tota la seva producció al arxiu de la Viquipèdia en anglès.

## Guardons[calcitació]

### Nominacions
- 2003. BAFTA al millor actor secundari per Frida
- 2010. BAFTA al millor actor secundari per Una educació